# Armen Vardanyan
Armen Vardanyan (n. 30 noiembrie 1982, Leninakan, Republica Sovietică Socialistă Armeană, URSS) este un luptător ce a reprezentat Ucraina, medaliat olimpic. A participat la 2 ediții ale Jocurilor Olimpice (2004, 2008) în care a câștigat o medalie de bronz.